# Vetluga (rijeka)
Vetluga (rus. Ветлу́га) je rijeka u Marij Elu, Kostromskoj, Kirovskoj i Nižnjenovgorodskoj oblasti u Rusiji.
Lijeva je pritoka Volge, u koju utječe (odnosno u Čeboksarsku vodospremu) kod Kozmodemjanska. Vetluga je duga 889 km, a površina porječja joj iznosi oko 39.000 km2. Većim dijelom toka je plovna, 700 od svog ušća pa do ušća rijeke Vohme. Zamrzava se početkom studenog, a odmrzava u travnju.
Na rijeci se nalaze gradovi Šarja i Vetluga te nekoliko manjih naselja gradskog tipa.

## Vanjske poveznice
|  | Zajednički poslužitelj ima još gradiva o temi Vetluga (rijeka) |